# Zr.Ms. Friesland (2013)
De Zr.Ms. Friesland (P842) is het derde schip van de Hollandklasse, een serie van vier patrouilleschepen (Ocean Patrol Vessels) voor de Koninklijke Marine. Het schip is eind 2009 op stapel gezet in het Roemeense Galați en is in april 2012 door Damen Schelde Naval Shipbuilding overgedragen aan de Defensie Materieel Organisatie. Op 22 januari 2013 is het schip indienstgesteld.
Het schip is op 4 november 2010 in Galați gedoopt door kamervoorzitter Gerdi Verbeet. In september 2011 is de Friesland begonnen met zijn eerste proefvaart, waarna het schip vanuit Roemenië naar Nederland is vertrokken om te worden afgebouwd in Vlissingen. Op 10 februari 2012 deed het schip Den Helder voor het eerst aan en op 11 april is het schip in de haven van Harlingen overgedragen aan het Ministerie van Defensie. Ook is bij het Marinebedrijf begonnen met de bouw van de geïntegreerde mast voor de sensorsystemen.

## Sensors
Thales Integrated Mast
- Thales SeaMaster 400 SMILE luchtwaarschuwingsradar
- Thales SeaWatcher 100 SeaStar oppervlakteradar
- Thales Gatekeeper electro-optical surveillance

## Bewapening
Geschut en mitrailleurs:
- 1 × Oto Melara 
76 mm kanon
- 1 × Oto Melara Marlin 
30 mm snelvuurkanon
- 2 × Oto Melara Hitrole 
12,7 mm mitrailleur
- 2-4 × Browning M2 12,7 mm mitrailleur
- 2-6 × FN MAG 
7,62 mm mitrailleur

Helikopters:
- 1 × NH90 NFH boordhelikopter

Vaartuigen:
- 2 × FRISC